# Senyera (kommunhuvudort)
Senyera är en kommunhuvudort i Spanien.   Den ligger i provinsen Província de València och regionen Valencia, i den östra delen av landet, 300 km sydost om huvudstaden Madrid. Senyera ligger 43 meter över havet och antalet invånare är 1 038.
Terrängen runt Senyera är huvudsakligen platt, men österut är den kuperad. Runt Senyera är det ganska tätbefolkat, med 239 invånare per kvadratkilometer. Närmaste större samhälle är Alzira, 10,9 km nordost om Senyera. Trakten runt Senyera består till största delen av jordbruksmark.